# La mañana diferente
La mañana diferente fue un programa de televisión de tipo magacín que ocupó el horario matinal en Chilevisión entre el 4 de abril de 1994 y el 27 de enero de 1995. La conducción del programa estuvo a cargo de Juan Guillermo Vivado y Katherine Salosny. Además. contaba con la participación especial del actor Felipe Izquierdo y de Pepe Guixé, este último dejó el programa, el 19 de agosto de 1994, con una emotiva despedida en pantalla realizada por el equipo del matinal y la locución en off del director del programa, Fernando "Pelao" Lira Kappes. Ambos conductores provenían de TVN, a pesar de que las carreras televisivas de ambos partieron en el Canal 11 en 1977 y 1985, respectivamente.
Los móviles del programa eran realizados por el periodista Francisco Castillo Morales y la producción estuvo a cargo de Cinzia Betancourt.
El programa continuó con la histórica tradición de programas matinales de Chilevisión la cual se inició con el programa Teleonce al despertar en 1980, siendo este el primer matinal de la televisión chilena.
La mañana diferente nació de la mano de la nueva administración de Chilevisión por parte de la empresa venezolana Venevisión, dueña del canal desde julio de 1993 y reemplazó al Matinal '94, el cual contó como últimos conductores a Rodolfo Baier y Jeannette Frazier. Contó con las secciones clásicas de un matinal como son la lectura de diarios, cocina, horóscopo, concursos, entrevistas, etc. 
El programa no logró superar a su principal competidor de TVN, el a esas alturas consolidado Buenos días a todos. A pesar de que este programa representó un esfuerzo de CHV por recuperar su terreno en el horario matutino el cual empezó a perder desde que en enero de 1992, Mauricio Correa y su equipo emigraron a TVN. 
El espacio era antecedido por el noticiero matinal Mundovisión I, el cual era conducido por los periodistas Rodolfo Baier y Felipe Pozo.
En enero de 1995 se decidió terminar el matinal para dar paso a 3 programas que ocuparon el horario matinal a partir del 3 de abril de ese año:
- 525 Líneas, periodístico conducido por Juan Guillermo Vivado.
- Al Revés y al Derecho, misceláneo conducido por Jorge Rencoret y Lourdes Alfaya.
- ¿Quién Tiene la Razón?, talk show conducido por Ricardo Israel.